# فراری مودلو

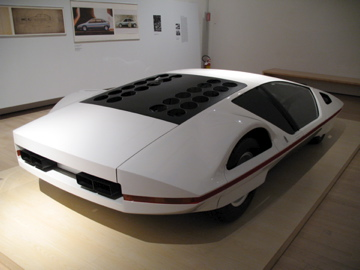

فراری مودلو (Ferrari Modulo) خودرویی مفهومی است که در سال ۱۹۷۰ ساخته شده‌است. طراحی آن توسط پائولو مارتین از موسسه پینینفارینا انجام شده و خودرویی به صورت خودروهای موتور وسط عقب-محور عقب بوده است. پیشرانه آن دوازده سیلندر v شکل با حجم ٥ لیتر و سیستم جعبه‌دندهٔ آن ۵ دنده به صورت دستی است.

## نگارخانه

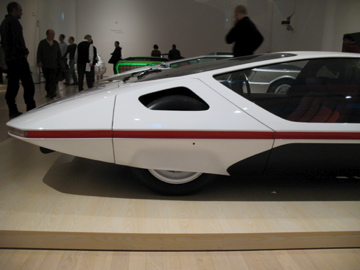
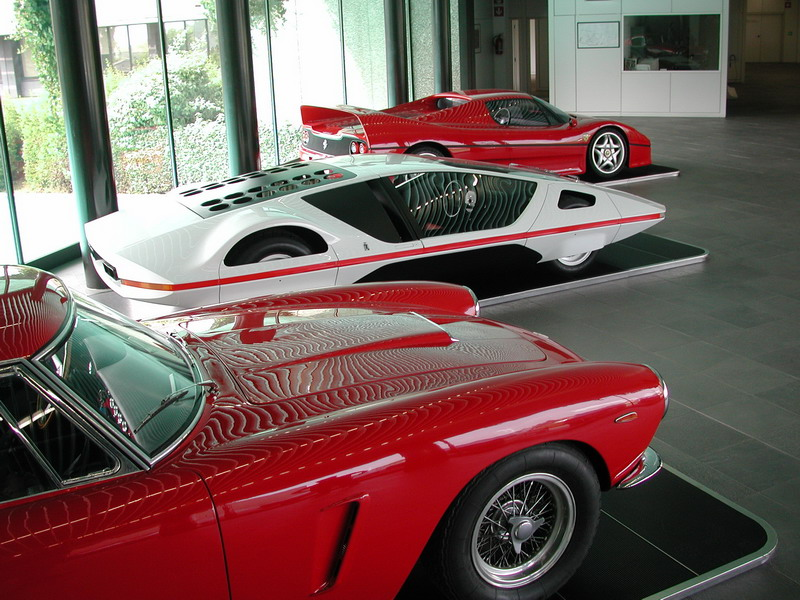